# British Aerospace EAP
Pour les articles homonymes, voir EAP.
Le British Aerospace EAP est un biréacteur expérimental britannique des années 1980 qui servit de démonstrateur technologique à l'Eurofighter Typhoon. Les lettres EAP signifient Experimental Aircraft Programme.

## Développement

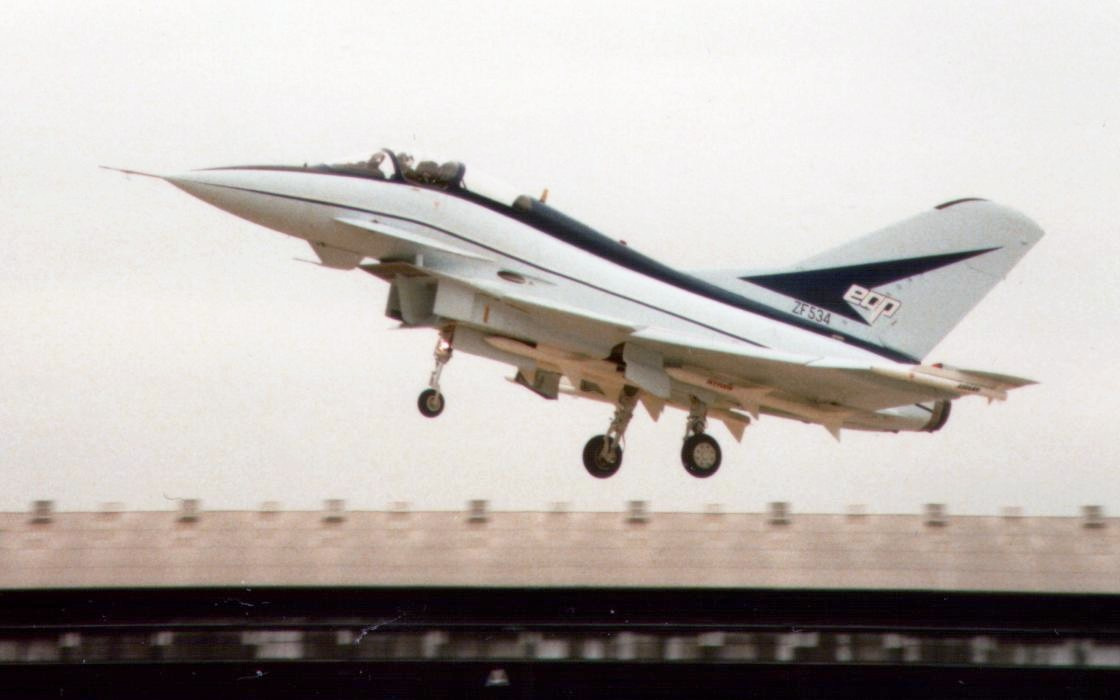
British Aerospace EAP.

En 1982 la société britannique BAe présenta une maquette de son ACA, ou Agile Combat Aircraft, un avion de combat de nouvelle génération destiné à damer le pion aux meilleurs avions soviétiques du moment : le Mikoyan-Gourevitch MiG-29 et le Sukhoï Su-27. Un contrat fut signé avec le ministère britannique de la défense pour la réalisation d'un démonstrateur technologique sous la désignation de British Aerospace EAP. En aucun cas pourtant celui-ci ne devait préfigurer le futur ACA, il devait juste permettre de valider certaines technologies nouvelles.
Afin de mettre au point ses commandes de vol électriques le Royal Aircraft Establishment mena ses tests sur un Jaguar GR Mk.1 spécialement modifié, le Jaguar FBW. Les enseignements tirés de son utilisation furent importantes dans le développement du British Aerospace EAP.
Son premier vol intervint le 8 août 1986. Rapidement l'avion fut asservi au programme du consortium Eurofighter qui regroupait des entreprises aéronautique britanniques, espagnoles, italiennes, et ouest-allemandes. Le British Aerospace EAP devait désormais servir aux essais du futur EF2000.
Son programme d'essais en vol prit fin en 1987, mais fut relancé deux ans plus tard pour des essais statiques d'avionique. Finalement en 1991 l'EAP fut totalement arrêté.

## Préservation
En mars 2012 le British Aerospace EAP a rejoint le musée aéronautique de la Royal Air Force de Cosford en Angleterre.

## Remarque
Le British Aerospace EAP est souvent présenté avec des missiles air-air installés sous son fuselage. Ces armes sont factices, l'avion n'ayant jamais reçu de système permettant de les tirer.